# Das NEINhorn
Das NEINhorn ist ein 2019 erschienenes Kinderbuch von Marc-Uwe Kling. Es wurde von Astrid Henn illustriert und erschien im Carlsen Verlag.

## Aufbau und Handlung
Das Buch verbindet sprachlich und bildlich auf kreative Weise Klischees der Märchenkultur mit Lebenswahrnehmungen unangepasster Kinder.
Der Anfang ist in kindlichen Reimen gehalten: Ein junges Einhorn wird geboren, sofort von allen geliebt und bestens versorgt. Doch es findet an der süßlichen Einhornwelt keinen Gefallen und rebelliert zunehmend durch unerwünschte Verhaltensweisen. Da es alle Alternativvorschläge seiner Familie mit „Nein“ quittiert, wird es schließlich NEINhorn genannt. 
Auf der Suche nach seinem eigenen Leben bricht es aus der Einhornwelt nach Nirgends aus (ab hier ist der bislang gereimte Text als reimlose Prosa formuliert), wobei sich ihm unterwegs ebenso unangepasste Gefährten anschließen: der WASbär, ein (tatsächlich oder vorgeblich) schwerhöriger Waschbär, und der NAhUND, ein Hund, der seine Gleichgültigkeit durch ständiges „Na und?“ unterstreicht. Gemeinsam befreien sie schließlich eine Prinzessin aus der Gefangenschaft in einem Turm. Diese hat die Gewohnheit, jedem „Nein“ ein trotziges „Doch!“ entgegenzustellen, was sie zur KönigsDOCHter macht. Die vier leben zusammen im Herzwald und stellen fest, dass Bockigsein zusammen mehr Spaß macht als allein.
Statt einer Moral endet das Buch mit der ausdrücklichen Feststellung, dass ein Buch keine Moral haben müsse, und fordert stattdessen dazu auf, sich eigene Geschichten auszudenken. Als Anregung sind zum Schluss weitere Tiere mit verfremdeten Namen dargestellt, etwa der PLAPPERgei oder die SCHLAUmeise. Eines davon, die SchLANGEWEILE, erscheint im Folgeband als handelnde Figur.

## Rezeption
Das Buch wird größtenteils gelobt. Dass es durch seine Brüche mit üblichen Erwartungen Kinder irritieren könne, wird zwar eingeräumt, aber positiv gewertet: „Es richtet sich gegen die anfängliche einseitige Perfektion und fordert die Lesenden dazu auf, über Vielfalt nachzudenken. Am Ende ist es in Ordnung, nicht nur positive, sondern auch negative Gefühle zum Ausdruck zu bringen und eben anders zu sein.“ Eine Rezension des Folgebandes zieht ein Resümee gezielt an Erwachsene: „Der Charme […] beruht nicht zuletzt darauf, dass zuckersüße, rosafarbene Einhörner sehr verpönt sind bei pädagogisch ambitionierten Eltern (zu kitschig, zu klischeehaft kleinmädchenhaft), dass zuckersüße, stets lilaliebe Kinder bei ihnen hingegen sehr hoch im Kurs stehen. Erwachsene sind eben manchmal paradox. Kling und Henn gelingt es, aus diesem Paradox Funken zu schlagen. Ihr Neinhorn ist zuckersüß, hat aber einen sehr eigenen Kopf – eine Mischung, wie sie anstrengender nicht sein kann.“

## Bücher
- Das NEINhorn, Carlsen Verlag 2019, ISBN 978-3551518415
- Das NEINhorn und die SchLANGEWEILE, Carlsen Verlag 2021, ISBN 978-3551521286
- Das NEINhorn und der Geburtstag, Carlsen Verlag 2024, ISBN 978-3551522306

## Spiele
- Das Neinhorn-Kartenspiel, Kosmos-Verlag